# 성학승
성학승(成學昇, 1984년 11월 1일 ~ )은 대한민국의 전직 스타크래프트 프로게이머이다.  MuMyung라는 아이디이며, 종족은 저그였다.

## 개요
대한민국 공군 사병으로 복무한 그는 1세대 프로게이머로, 2002년 화승 OZ에 입단하였다.
화승 OZ에서 활동하다가 2004년 7월 27일 화승에서 SK텔레콤 T1으로 이적했다.
2006년 11월 13일 공군 교육 사령부에 입대하였고 2009년 1월 23일 전역하였다. 공군 ACE 시절 좋은 활약을 보여주었다.
2009년 2월 1일 SK텔레콤 T1의 코치로 선임되었으며 2010년 3월 11일 개인 사정으로 코치에서 사임하였다.
2010년 9월 MBC게임 히어로의 감독대행 코치로 선임되었고 2011년 10월 MBC게임 히어로가 해체 될 때까지 팀을 이끌었다.
2011년 10월부터 2012년 1월까지 MBC게임의 프로그램인 쇼 리플레이 황당무적의 진행을 맡았다.

## 수상 경력

### 선수 수상
- 2000년 5월 전북 게토배 우승
- 2000년 6월 i-touch017배 4연승
- 2000년 8월 이노츠정기전 준우승
- 2000년 11월 전북 서해대학총장배 우승
- 2001년 1월 이노츠주장원전 3위
- 2001년 2월 이노츠배 주장원전 준우승
- 2001년 9월 이노츠배 주장원전 3위
- 2001년 9월 이노츠배 정기전 우승
- 2001년 4월 이노츠배 주장원전 우승
- 2001년 5월 zzgame배 챌린져리그 우승
- 2001년 6월 풍납닷컴배 우승
- 2001년 8월 이노츠배주장원전 3위
- 2001년 9월 이노츠배 정기전 3위
- 2001년 10월 이노츠배 주장원전 우승
- 2001년 10월 2001 KPGA 10월 투어 16강
- 2001년 11월 2001 KPGA 11월 투어 우승 (3:1 강도경)
- 2001년 12월 KPGA 12월 챔피언십 우승 (3:2 홍진호)
- 2002년 3월 2002 KPGA 투어 1차리그 16강
- 2002년 5월 NATE 스타리그 2002 16강
- 2002년 8월 SKY 스타리그 2002 16강
- 2002년 9월 iTV 랭킹전 4차리그 3위
- 2002년 11월 파나소닉 스타리그 2002 16강
- 2002년 12월 2002 스타우트 & 배스킨라빈스배 KPGA 투어 4차리그 16강
- 2003년 5월 올림푸스 스타리그 2003 16강
- 2003년 5월 iTV 랭킹전 5차 리그 준우승 (2:3 홍진호)
- 2003년 5월 한게임 스타리그 03-04 16강
- 2004년 2월 iTV 팀대항 윈터리그 4위
- 2005년 12월 CYON MSL 4강
- 2006년 5월 프링글스 MSL 시즌1 16강

### 코치 수상
- 2009년 3월 신한은행 위너스리그 08-09 4위
- 2009년 8월 신한은행 프로리그 08-09 우승
- 2009년 8월 경남-STX컵 마스터즈 2009 우승